# Луховици
Луховици (рус. Луховицы) град је у Русији у Московској области. Према попису становништва из 2010. у граду је живело 29850 становника.

## Становништво
| 1959.  | 1970.  | 1979.  | 1989.  | 2002.  | 2010.  |
| ------ | ------ | ------ | ------ | ------ | ------ |
| 12.656 | 18.116 | 27.703 | 32.501 | 32.403 | 29.850 |